# Anchistioididae
Anchistioididae is een familie van kreeftachtigen uit de klasse van de Malacostraca (hogere kreeftachtigen).

## Geslacht
- Anchistioides Paul'son, 1875